# Wereldkampioenschappen zwemmen 2019 – 4×100 meter vrije slag vrouwen
De 4×100 meter vrije slag voor vrouwen op de wereldkampioenschappen zwemmen 2019 in Gwangju vond plaats op 21 juli 2019. Na afloop van de series kwalificeerden de acht snelste ploegen zich voor de finale.

## Records
Voorafgaand aan het toernooi waren dit het wereldrecord en het kampioenschapsrecord
| Wereldrecord         | Australië Shayna Jack Bronte Campbell Emma McKeon Cate Campbell   | 3.30,05 | Gold Coast | 5 april 2018    |
| Kampioenschapsrecord | Australië Emily Seebohm Emma McKeon Bronte Campbell Cate Campbell | 3.31,48 | Rome       | 2 augustus 2015 |

## Uitslagen

### Series
| Rang | Serie | Baan | Namen            | Land | Tijd    | Bijz. |
| ---- | ----- | ---- | ---------------- | --- | ------- | ----- |
| 1    | 2     | 4    | Australië        | Cate Campbell (52.44) Brianna Throssell (53.66) Madison Wilson (53.90) Bronte Campbell (53.39)          | 3:33.39 | Q     |
| 2    | 2     | 5    | Canada           | Kayla Sanchez (53.61) Penelope Oleksiak (52.75) Rebecca Smith (54.37) Margaret MacNeil (54.00)          | 3:34.73 | Q     |
| 3    | 2     | 1    | Zweden           | Michelle Coleman (54.33) Sarah Sjöström (51.91) Hanna Eriksson (55.70) Louise Hansson (54.09)           | 3:36.03 | Q     |
| 4    | 1     | 4    | Verenigde Staten | Allison Schmitt (55.04) Abbey Weitzeil (53.07) Margo Geer (53.61) Lia Neal (54.41)                      | 3:36.13 | Q     |
| 5    | 2     | 3    | Japan            | Rika Omoto (54.21) Tomomi Aoki (54.01) Aya Sato (53.98 ) Rio Shirai (53.97)                             | 3:36.17 | Q     |
| 6    | 1     | 5    | Nederland        | Kim Busch (55.39) Femke Heemskerk (52.60) Kira Toussaint (54.32) Ranomi Kromowidjojo (54.31)            | 3:36.62 | Q     |
| 7    | 1     | 3    | China            | Zhu Menghui (54.56) Wu Qingfeng (54.99) Wang Jingzhuo (54.76) Yang Junxuan (53.58)                      | 3:37.89 | Q     |
| 8    | 1     | 2    | Duitsland        | Annika Bruhn (55.35) Reva Foos (54.85) Julia Mrozinski (54.28) Jessica Steiger (54.07)                  | 3:38.55 | Q     |
| 9    | 1     | 6    | Rusland          | Darja Oestinova (54.55) Maria Kameneva (53.99) Sofja Lobova (55.55) Arina Openysjeva (54.85)            | 3:38.94 |       |
| 10   | 1     | 7    | Hongkong         | Camille Cheng (55.23) Siobhan Haughey (52.89) Ho Nam Wai (56.64) Tam Hoi Lam (55.64)                    | 3:40.40 |       |
| 11   | 1     | 0    | Tsjechië         | Barbora Seemanová (55.09) Anna Kolářová (55.93) Simona Kubová (55.50) Anika Apostalon (54.26)           | 3:40.78 |       |
| 12   | 2     | 7    | Polen            | Katarzyna Wasick (55.03) Alicja Tchórz (55.00) Dominika Kossakowska (55.80) Aleksandra Polańska (55.18) | 3:41.01 |       |
| 13   | 2     | 2    | Zwitserland      | Nina Kost (56.03) Alexandra Touretski (55.95) Maria Ugolkova (54.22) Noémi Girardet (55.10)             | 3:41.30 |       |
| 14   | 2     | 6    | Denemarken       | Julie Kepp Jensen (55.45) Signe Bro (55.97) Jeanette Ottesen (54.85) Emily Gantriis (55.93)             | 3:42.20 |       |
| 15   | 2     | 0    | Zuid-Korea       | Lee Kun-a (55.80) Jeong So-eun (55.22) Choi Ji-won (55.97) Jung You-in (55.59)                          | 3:42.58 |       |
| 16   | 2     | 8    | Turkije          | Selen Özbilen (55.30) Gizem Güvenç (55.63) Viktoriya Zeynep Güneş (55.89) Ekaterina Avramova (56.21)    | 3:43.03 |       |
| 17   | 1     | 1    | Singapore        | Quah Ting Wen (55.43) Cherlyn Yeoh (54.96) Christie Chue (56.42) Quah Jing Wen (56.30)                  | 3:43.11 |       |
| 18   | 1     | 8    | Zuid-Afrika      | Erin Gallagher (55.17) Tayla Lovemore (56.21) Emma Chelius (55.28) Rebecca Meder (56.69)                | 3:43.35 |       |

### Finale
| Rang   | Baan | Namen                                                         | Land             | Tijd    | Bijz. |
| ------ | ---- | ------------------------------------------------------------- | ---------------- | ------- | ----- |
| Goud   | 4    | Bronte Campbell Brianna Throssell Emma McKeon Cate Campbell   | Australië        | 3.30,21 | CR    |
| Zilver | 6    | Mallory Comerford Abbey Weitzeil Kelsi Dahlia Simone Manuel   | Verenigde Staten | 3.31,02 |       |
| Brons  | 5    | Kayla Sanchez Taylor Ruck Penelope Oleksiak Margaret MacNeil  | Canada           | 3.31,78 |       |
| 4      | 7    | Kim Busch Ranomi Kromowidjojo Kira Toussaint Femke Heemskerk  | Nederland        | 3.35,32 |       |
| 5      | 1    | Yang Junxuan Zhu Menghui Wu Qingfeng Wang Jingzhuo            | China            | 3.35,83 |       |
| 6      | 3    | Sarah Sjöström Michelle Coleman Louise Hansson Sophie Hansson | Zweden           | 3.36,33 |       |
| 7      | 2    | Tomomi Aoki Aya Sato Rio Shirai Rika Omoto                    | Japan            | 3.36,79 |       |
| 8      | 8    | Jessica Steiger Julia Mrozinski Reva Foos Annika Bruhn        | Duitsland        | 3.39,07 |       |